# Ge’a
Ge’a (hebr. גיאה) – moszaw położony w samorządzie regionu Chof Aszkelon, w Dystrykcie Południowym, w Izraelu.
Leży na nadmorskiej równinie w północno-zachodniej części pustyni Negew, w otoczeniu miasta Aszkelon, moszawów Bet Szikma, Kochaw Micha’el, Talme Jafe i Mawki’im, oraz wioski Bat Hadar.

## Historia
Pierwotnie w miejscu tym znajdowała się arabska wioska al-Jiyya, która została wyludniona i zniszczona podczas wojny o niepodległość w dniu 4 listopada 1948.
Współczesny moszaw został założony w 1949 przez żydowskich imigrantów z Węgier i Czechosłowacji.

## Edukacja, kultura i sport
W moszawie znajduje się szkoła podstawowa, ośrodek kultury i sportu, oraz boisko do piłki nożnej.

## Gospodarka
Gospodarka moszawu opiera się na intensywnym rolnictwie, hodowli bydła mlecznego i drobiu, oraz uprawach w szklarniach.
Swoją siedzibę ma tutaj firma CMD Engineering Equipment Supplies Co. Ltd. oferująca kompleksowe rozwiązania z zakresu budowy infrastruktury, robót ziemnych, górniczych i innych. Firma współpracuje z kilkoma przedsiębiorstwami i prowadzi działalność o zasięgu globalnym.

## Komunikacja
Przez moszaw przebiega droga nr 3412 , którą jadąc na południowy wschód dojedzie się do moszawu Talme Jafe, natomiast jadąc na północny wschód dojedzie się do moszawu Bet Szikma, a następnie do drogi ekspresowej nr 4  (Erez–Kefar Rosz ha-Nikra).